# Eucheilotidae
Eucheilotidae är en familj av nässeldjur. Eucheilotidae ingår i ordningen Hydroida, klassen hydrozoer, fylumet nässeldjur och riket djur.
Familjen innehåller bara släktet Eucheilota.